# Gapa
Gapa – potocznie odznaka przedstawiająca stylizowanego orła, czasem w locie.

## W Polsce
W Polsce gapa przedstawiająca orła w locie z wieńcem laurowym w dziobie jest odznaką pilotów wojskowych, oraz części personelu latającego (np. strzelcy, obserwatorzy, nawigatorzy). Gapą nazywana jest również odznaka skoczka spadochronowego wojsk powietrznodesantowych oraz wcześniejszy Znak Spadochronowy, przedstawiające pikującego orła, zazwyczaj z wieńcem. Gapa jest symbolem szeroko rozpowszechnionym w polskim lotnictwie wojskowym, wykorzystywana jest w wielu symbolach, herbach i godle Sił Powietrznych RP.

### Pierwsze powojenne nadanie odznaki za loty w warunkach wojennych
Piloci i nawigatorzy, którzy wykonali co najmniej siedem lotów bojowych, mają prawo do noszenia odznaki pilota lub odznaki nawigatora z wieńcem w kolorze zielonym.
Na mocy Rozkazu Dowódcy Sił Powietrznych Nr 1/73 z 30 września 2009 roku 3 października 2009 roku w Krakowie, Dowódca Sił Powietrznych gen. broni pil. Andrzej Błasik podczas święta 13 Eskadry Lotnictwa Transportowego nadał prawo noszenia odznaki za loty w warunkach wojennych. Dowódca SP nadał odznakę 28 pilotom i 2 nawigatorom z 13 eltr z Krakowa, którzy wykonywali loty w Afganistanie i Iraku w związku ze służbą w PKW Afganistan i w PKW Irak. Ci lotnicy otrzymali prawo do noszenia „gapy z zielonym wieńcem” – odznaki pilota lub nawigatora wojskowego wykonującego loty bojowe.

## Inne kraje
Użyta jest także w orderze Gwiazdy Rumunii, a także jako odznaka spadochroniarzy brytyjskich, amerykańskich i w kilku innych krajach.
Podczas II wojny światowej gapa była stosowana jako popularna nazwa nazistowskiej wersji herbu Niemiec, obowiązującej w latach 1933–1945. Był to stylizowany czarny orzeł o bardzo wydłużonych, rozpostartych poziomo skrzydłach trzymający w szponach wieniec laurowy ze swastyką w środku. Inna nazwa – „wrona”, „glapa”. Istniały także odznaki specyficzne dla niemieckich wojsk spadochronowych.

## Galeria

Gapy w Wojsku Polskim
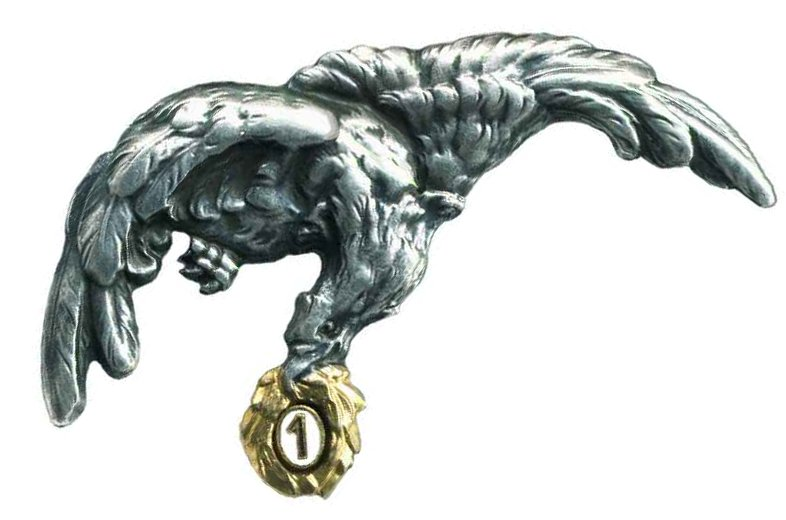
Odznaka pilota (1. Klasy)
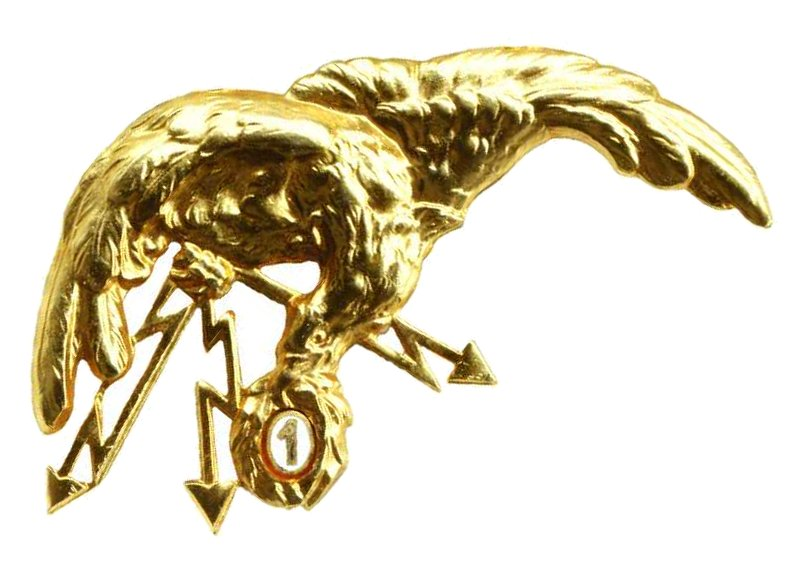
Odznaka nawigatora (1. Klasy). Autor projektu Władysław Gruberski
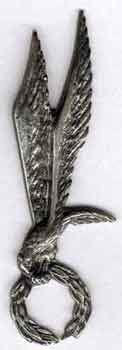
Znak Spadochronowy
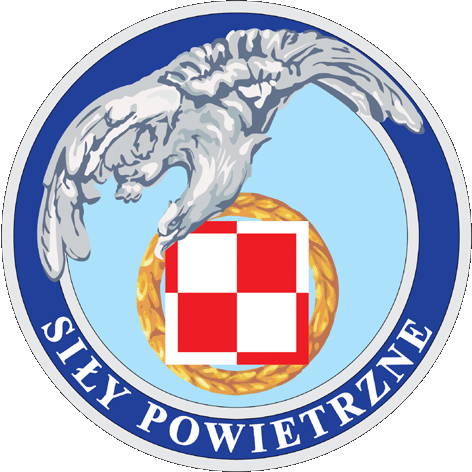
Gapa w Logo SP
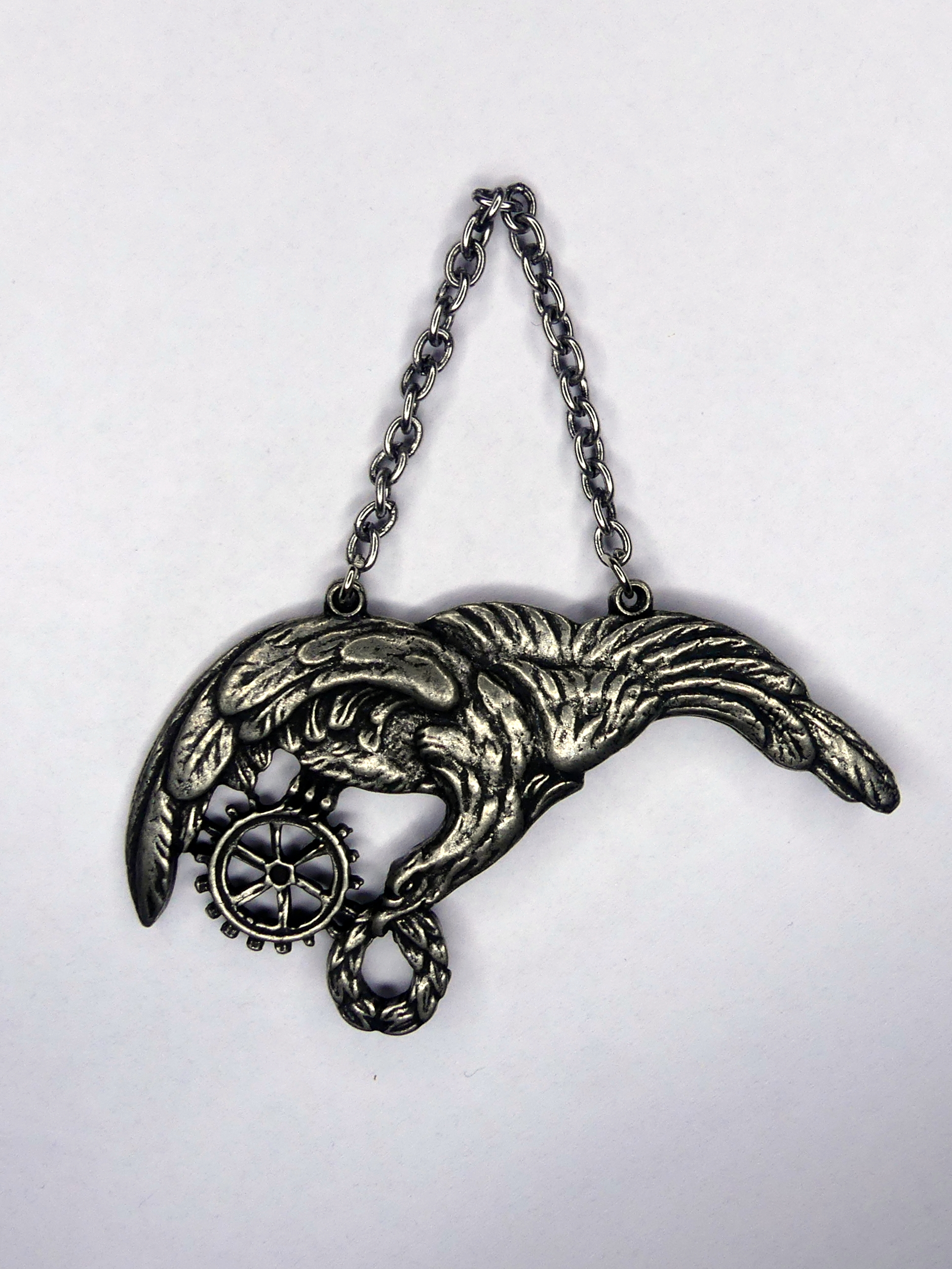
Odznaka mechanika pokładowego (lotnika)

Gapa Formacji Ratowniczych Rzeczypospolitej Polskiej

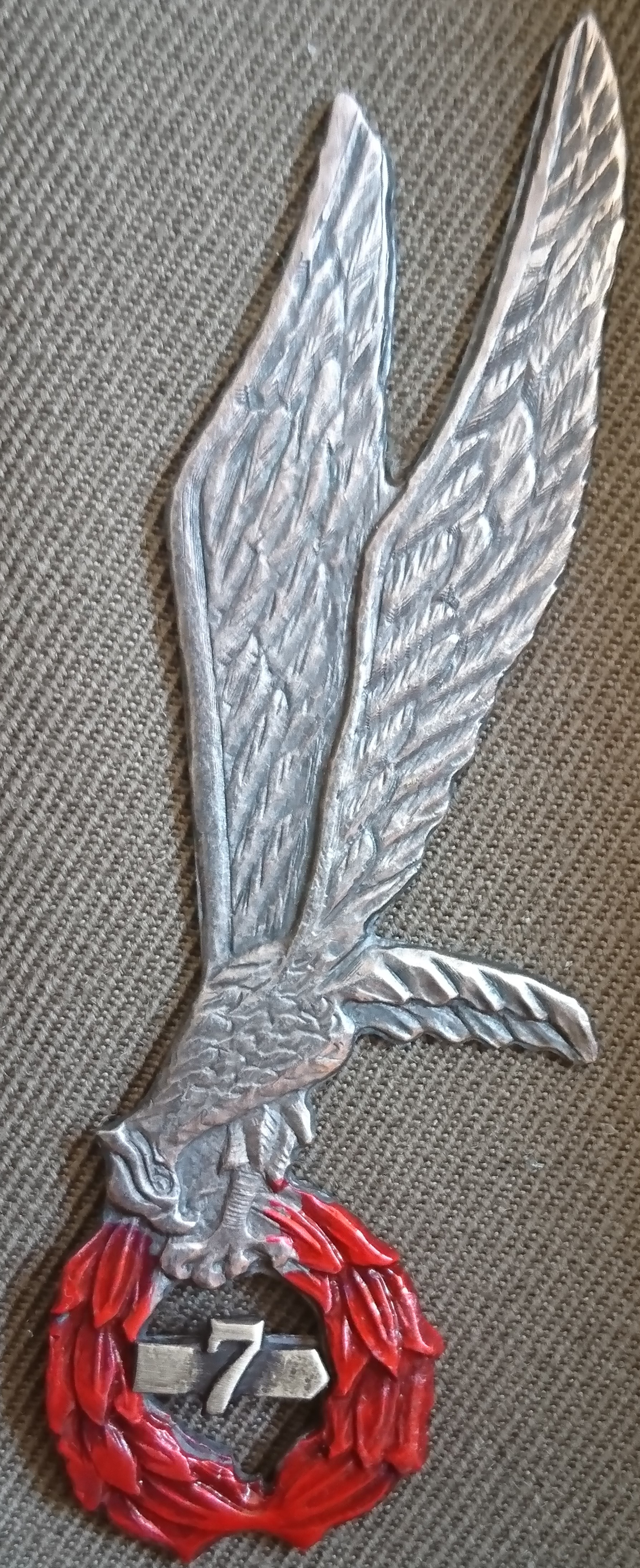
Odznaka spadochronowa Formacji Ratowniczych na mundurze wyjściowym WP.
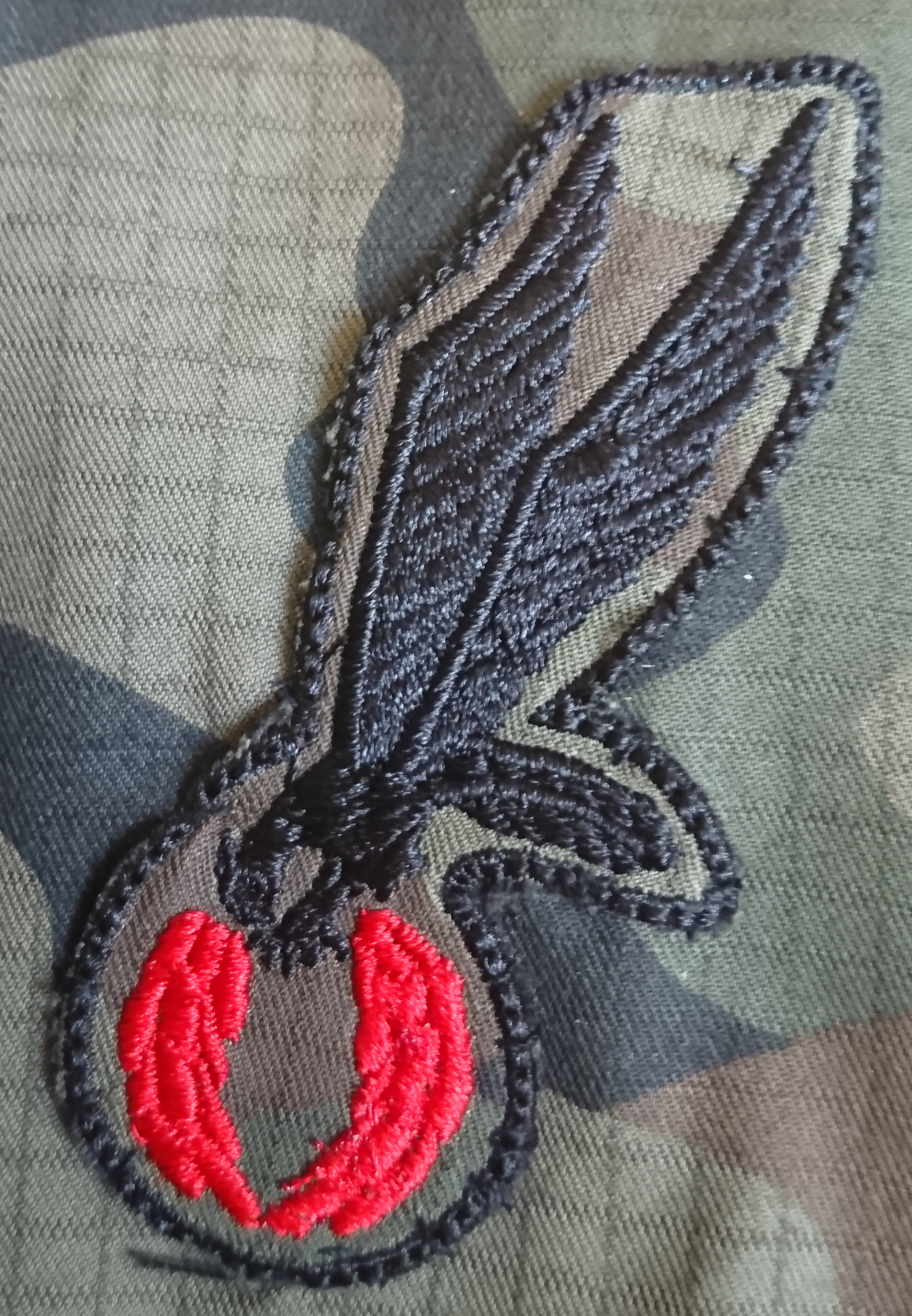
Odznaka spadochronowa Formacji Ratowniczych na mundurze polowym WP.

Gapy brytyjska, USA i niemiecka
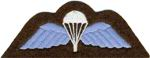
Brytyjska odznaka spadochronowa
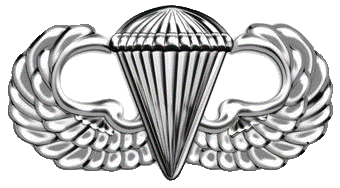
Amerykańska odznaka spadochronowa
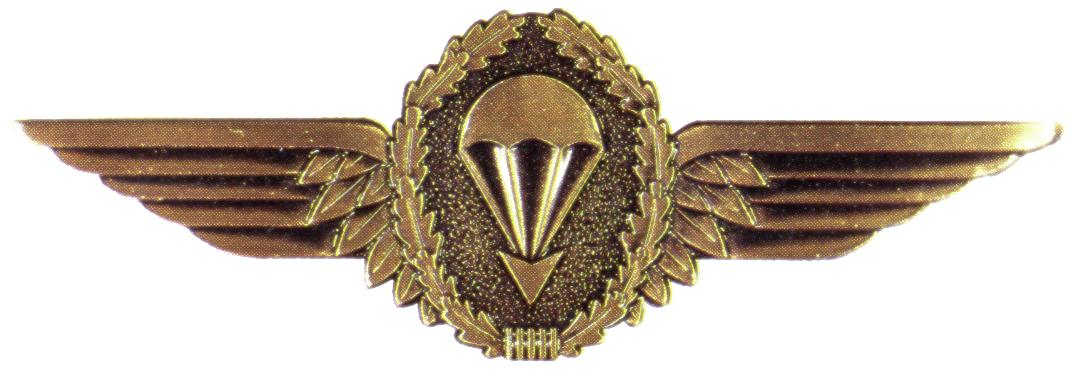
Niemiecka odznaka spadochronowa

Gapy w III Rzeszy
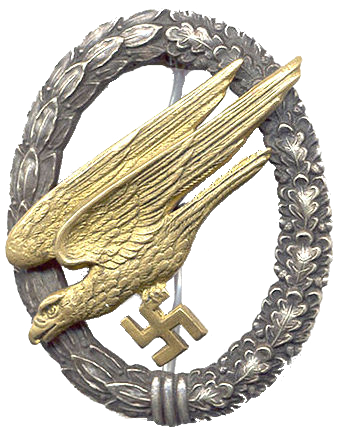
Odznaka Strzelca Spadochronowego Luftwaffe
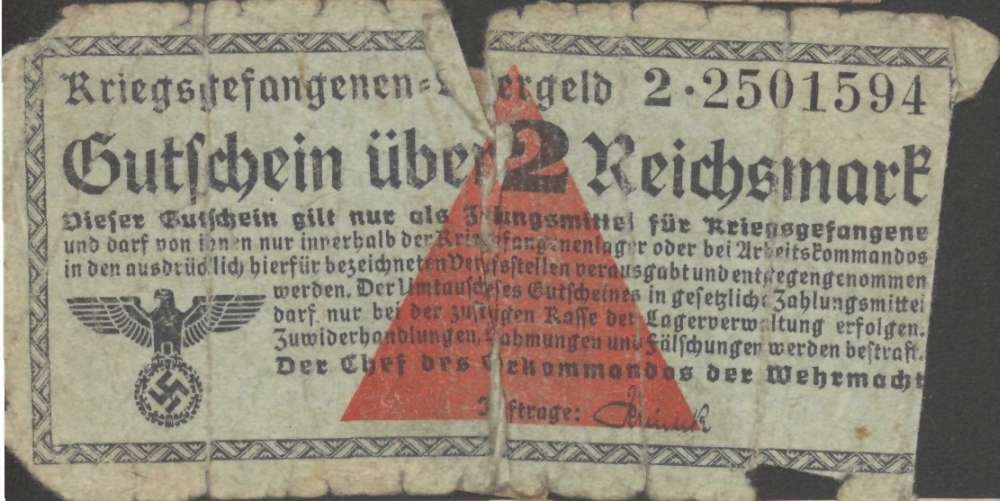
Gapa nazistowska na markach z okresu II wojny światowej
Gapa nazistowska, godło III Rzeszy
Gapa nazistowska, partyjny symbol NSDAP